# Babylon: bleibt fahren
Babylon: Bleibt fahren is een livealbum met daarop nummers van internationale bands die speelden in het voormalige Nederlandse jongerencentrum Babylon te Hengelo. Het album werd voor het eerst uitgegeven door Babylon Bleibt Fahren Records in 1985.
Het album werd in 2004 heruitgegeven door een onbekend label met als toevoeging zes nummers van de ep "We've Got The Right To Remain Silent, But......." van de Haarlemse band Pure Hate. In 2014 werd in Atak te Enschede een reünie festival gehouden voor bezoekers van het voormalige jongerencentrum Babylon alsmede de voortzetting daarvan, het voormalige jeugdcentrum Chi Chi Club te Winterswijk.

## Nummers
1. A1–The Varukers - Stop The Killing
2. A2–Murder Inc. III - Stoer Zonder Studs
3. A3–Wretched - La Logica Del Potere
4. A4–Neuroot - State Brain
5. A5–Zyclome A - De Bommen Vallen
6. A6–Lärm - Disorder
7. A7–Mau Maus - Facts Of War
8. A8–Winterswijx Chaos Front - Wargames
9. A9–Chlorix - Jehova's
10. B1–Canal Terror - Staatsfeind
11. B2–B.G.K. - Rules
12. B3–Brigade Fozzy - T4
13. B4–Pandemonium - Feelings Won't Change
14. B5–M.D.C. - Dick For Brains
15. B6–Scoundrels - Fuck The Queen
16. B7–Bloedbad - Resultaat Van De Navo
17. B8–Stanx - I Hate
18. B9–Disgust - Brainwash
19. B10–Boskops - 1990
20. B11–Delirium - Discipline
21. B12–Amebix - Largactyl
22. B13–Pandemonium - Mit Schwarzer Fahne